# André Degaine
André Degaine, né le 22 septembre 1926 à Billom et mort le 28 mai 2010 à Paris 12e, est un historien du théâtre français, qui fut également dessinateur, décorateur et auteur dramatique. Il était surnommé « le spectateur absolu ».

## Biographie
André Degaine, inlassable spectateur, a applaudi Louis Jouvet, Charles Dullin et Ludmilla Pitoëff, de même que Jean Vilar, Roger Planchon ou encore Patrice Chéreau.
Depuis le début des années 1950, il a pris des notes, fait des croquis d'après nature et « pioché » dans l'histoire du théâtre. Dans le cadre du théâtre non professionnel, il a été tour à tour comédien, décorateur et constructeur de décors, machiniste et metteur en scène, affichiste et auteur.
Tant à Paris qu'en province, il a rédigé, notamment pour des associations de spectateurs, des dizaines d'articles, calendriers théâtraux à afficher, études diverses (toujours avec beaucoup de dessins). La Comédie de Saint-Étienne, sous la direction de Jean Dasté, a donné en lecture-spectacle l’une de ses pièces, Slovik.
On a pu l'entendre régulièrement dans les émissions du Masque et la Plume de France Inter, bien qu'il ne fasse pas partie des critiques, et il a été souvent sollicité pour ses remarques sur l'histoire des pièces mises au programme.
Postier, il a été le fondateur du "Théâtre Club" de la Société Littéraire de La Poste, Magazine parlé du spectacle vivant lieu où auteurs, metteurs en scène, comédiens, humoristes, chanteurs sont présents pour présenter ce qui se joue actuellement dans les principales salles parisiennes.
André Degaine est mort dans la nuit du 27 au 28 mai 2010 à l'hôpital Saint-Antoine (Paris) : il allait sur 84 ans.

## Œuvres
- Dessins magiques, Le Cendre, Éd. B.O.F., 1981
- Histoire du théâtre dessinée : de la préhistoire à nos jours, tous les temps et tous les pays, avant-propos de Jean Dasté, Paris, A.-G. Nizet, 1992, 436 p.
- Guide des promenades théâtrales à Paris, Paris, Nizet, cop. 1999, 258 p.
- Le Théâtre raconté aux jeunes, Saint-Genouph, Nizet, 2006, 367 p.

## Distinctions
- Prix du Syndicat de la critique 1993 : Prix du meilleur livre sur le théâtre pour Histoire du Théâtre dessinée

## Sources
Texte en partie tiré de la 4e de couverture de son livre Histoire du théâtre dessinée, de la préhistoire à nos jours, tous les temps et tous les pays, Nizet, 1992.